# Cattedrale di Santa Maria Maddalena
La cattedrale di Santa Maria Maddalena è il principale luogo di culto di Lanusei, in Sardegna, sede vescovile della diocesi ogliastrina. La chiesa è situata nel centro della città, in piazza Vittorio Emanuele.

## Storia
Si hanno notizie della parrocchiale di Lanusei dal XVI secolo. Le testimonianze di monsignor Melano nel 1797 e di monsignor Navoni nel 1822, entrambi arcivescovi di Cagliari, denunciano il forte degrado in cui versava la chiesa. La situazione divenne tanto grave che, all'epoca degli inizi dei restauri nel 1860, la chiesa non veniva più officiata da qualche tempo. I lavori portarono alla demolizione quasi completa del vecchio edificio, sostituito dal nuovo tempio in stile neoclassico. Ulteriori interventi interessarono la chiesa nel 1927, in occasione del trasferimento della sede diocesana d'Ogliastra
dalla ex cattedrale di Sant'Andrea a Tortolì a Santa Maria Maddalena di Lanusei.

## Descrizione
La facciata è divisa in tre specchi, di cui quello centrale, delimitato da due coppie di lesene ai lati, è concluso da un timpano triangolare. Gli specchi laterali sono raccordati a quello centrale tramite sinuose volute. L'unico portale in facciata è costituito da pannelli bronzei con raffigurazioni della vita di santi, opera del 1984. Sopra si apre una finestra rettangolare sormontata da tipano. La chiesa è affiancata da una torre campanaria, a canna quadra, culminante in un torrino ottagonale coperto da cuspide.
L'interno, a pianta rettangolare, presenta tre navate voltate a botte, divise da pilastri cruciformi, e tre cappelle su ciascun lato. Il presbiterio, coperto da una cupola ottagonale, termina nell'abside semicircolare. Interessanti i dipinti con cui Mario Delitala decorò la cattedrale tra il 1926 e il 1927, in particolare i quattro tondi nell'apice della volta dell'aula, raffiguranti Maria Maddalena peccatrice, convertita, penitente e glorificata. Sempre del Delitala sono le tre tele ai lati del presbiterio, raffiguranti la Natività, la Crocifissione e la Deposizione. Tra le altre opere si segnalano un crocifisso ligneo del XVIII secolo, alcuni arredi appartenuti all'antica chiesa e una statua in bronzo del 1983, opera di Enrico Manfrini, raffigurante san Giorgio vescovo di Suelli, eseguita in occasione della proclamazione di san Giorgio a compatrono della diocesi d'Ogliastra (erede della più antica sede di Suelli, soppressa nel XV secolo).